# Subprefeitura de Perus
A Subprefeitura de Perus/Anhanguera é uma das 32 subprefeituras da cidade de São Paulo, sendo regida pela Lei nº 13.999 de 1º de agosto de 2002.
É composta por dois distritos: Anhanguera e Perus, que somados representam uma área de 57,2 km², e habitada por mais de 109 mil pessoas. Se encontra na região central de Perus (zona noroeste do município de São Paulo) próximo à Secretaria Municipal de Desenvolvimento Econômico e do Trabalho.

## Histórico

### Anhanguera
Área: 33,30 km²
População: 65.859 (2010)
Principais Bairros: Jardim Anhanguera, Jardim Britânia, Jardim Rosinha, Jardim Jaraguá, Morada do Sol, Parque Anhanguera, Parque Morro Doce, e Vila Jaraguá.
O distrito Anhanguera teve origem devido as localidades emergidas durante um período de plantações de cana-de-açúcar na região, destacando a região do Morro Doce, e a construção da famosa Rodovia Anhanguera que se deu na década de 1940. Mas se oficializou como distrito em 15 de janeiro de 1989 sendo considerado um dos distritos mais novos do município de São Paulo.
Perus
Área: 23,90 km²
População: 80.187 (2010)
Bairros pertencentes à região: Chácara Maria Trindade, Conjunto Habitacional Recanto dos Humildes, Jardim Adelfiore, Jardim da Conquista, Jardim do Russo, Jardim Manacás, Jardim Perus, Jardim Russo, Loteamento Vitória Régia, Perus, Recanto Paraíso, Sítio Areião, Sítio Botuquara, Vila Caiúba, Vila Fanton, Vila Hungaresa, Vila Inácio, Vila Malvina, Vila Nova Perus, Vila Perus, Vila Rancho Alegre, Vila Santa Cruz.
O distrito Perus tem esse nome devido à história de Dona Maria, pois criava e servia perus na refeição de qualidade que servia aos tropeiros frequentadores da região. Por isso ficou conhecida como Maria dos Perus e protagonizou a mais conhecida das histórias referentes ao nome do distrito em questão.
O distrito  foi oficializado em 21 de setembro de 1934, mas sua origem teve início com a urbanização caracterizada pela criação da Estação de Perus.
A primeira fábrica de cimento do Brasil (Companhia Brasileira de Cimento Portland Perus) foi instaurada no território do Perus no período de 1926 a 1980. Nessa fábrica era produzido o cimento mais denso e original da época, mas, por pressão popular, foi desativada em 1980.
Encontra-se no distrito a estrada de ferro Perus-Pirapora. Apesar de desativada é um aspecto bastante importante do distrito. Há diversos projetos de turismo e reativação dessa estrada.

## Equipe Subprefeitura de Perus/Anhanguera
Atualmente a Subprefeita Luciana Torralles Ferreira, conta com uma equipe de 9 pessoas. São eles: João Batista, Chefe de Gabinete. João Joventino Bezerra Neto, Coordenador de Projetos e Obras. Marco Antonio Francischetti, Coordenador de Planejamento e Desenvolvimento Urbano. Paulo de Oliveira Pereira, Coordenador de Administração e Finanças. Adriano, Supervisor de Habitação. Marcia, Supervisora de Cultura. Daniela Monteiro de Resende Visconti, Assessora Jurídico. Elias Minichillo de Araújo, Coordenador da Defesa Civil, e Ednilson Moreira,  Assessor de Comunicação.